# Wild!
Wild! è il quarto album discografico in studio del gruppo musicale synthpop britannico Erasure, pubblicato nel 1989.

## Tracce
1. Piano Song - Instrumental – 1:09
2. Blue Savannah – 4:27
3. Drama! – 4:04
4. How Many Times? – 3:17
5. Star – 3:53
6. La Gloria – 3:10
7. You Surround Me – 3:57
8. Brother and Sister – 3:24
9. 2,000 Miles – 3:38
10. Crown of Thorns – 3:59
11. Piano Song – 3:18

## Formazione
- Andy Bell - voce
- Vince Clarke - chitarra, synth